# Soós Ferenc (asztaliteniszező)
Soós Ferenc (Újpest, 1919. június 10. – Budapest, 1981. február 5.) négyszeres világbajnok asztaliteniszező.

## Pályafutása
1934-től az UTE (Újpesti Torna Egylet), 1940-től a WMTK (Weisz Manfréd Vállalatok Testedző Köre), 1946-tól a Mezőkémia, majd 1950-től a Kőbányai Lombik asztaliteniszezője volt. 1937 és 1950 között összesen hetvennégy alkalommal szerepelt a magyar válogatottban. A világbajnokságokon tizenkét érmet szerzett. Kiemelkedő eredményei többségét csapatban és párosban érte el, de egyéniben is nyert egy ezüst- és egy bronzérmet. Az 1938-ban Londonban világbajnoki címet nyert magyar csapatból ő volt az egyedüli, aki pályafutását a világháború után is a magyar válogatottban folytatta. Az aktív sportolást 1953-ban fejezte be.

## Sporteredményei
- négyszeres világbajnok:
  - 1938, London: csapat (Barna Viktor, Bellák László, Földi Ernő, Házi Tibor)
  - 1947, Párizs: vegyes páros (Farkas Gizella)
  - 1949, Stockholm: csapat (Kóczián József, Sidó Ferenc, Várkonyi László)
  - 1950, Budapest: férfi páros (Sidó Ferenc)
- négyszeres világbajnoki 2. helyezett:
  - 1937, Baden bei Wien: csapat (Barna Viktor, Bellák László, Lovászy János, Szabados Miklós)
  - 1948, London: férfi páros (Adrian Haydon[4])
  - 1950, Budapest:
    - egyes
    - csapat (Farkas József, Kóczián József, Sidó Ferenc, Várkonyi László)
- négyszeres világbajnoki 3. helyezett:
  - 1936, Prága:
    - egyes
    - férfi páros (Házi Tibor)

  - 1937, Baden bei Wien: egyes
  - 1949, Stockholm: egyes
- világbajnoki 5. helyezett:
  - 1947, Párizs: csapat (Erős Géza, Kóczián József, Sidó Ferenc, Várkonyi László)
- tizenhétszeres magyar bajnok:
  - egyes: 1941, 1946
  - férfi páros: 1939, 1940, 1943, 1944, 1946, 1947, 1948, 1950
  - vegyes páros: 1947, 1948
  - csapat: 1940, 1943, 1948, 1949, 1950

## Díjai, elismerései
- Magyar Népköztársasági Sportérdemérem ezüst fokozat (1951)[5]
- A Magyar Népköztársaság kiváló sportolója (1951)[6]